# Mosslunda (naturreservat)
Mosslunda är ett kommunalt naturreservat i Kristianstads kommun i Skåne län.
Området är naturskyddat sedan 2017 och är 73 hektar stort. Reservatet består av ängs- och betesmarker.